# Диановка (Астраханская область)
Диановка — посёлок в Володарском районе Астраханской области России. Входит в состав Козловского сельсовета.

## География
Посёлок находится в юго-восточной части Астраханской области, на правом берегу протоки Бузан дельты реки Волги, на расстоянии примерно 5 километров (по прямой) к востоку-северо-востоку (ENE) от посёлка Володарский, административного центра района.
Абсолютная высота — 22 метра ниже уровня моря.
Климат
умеренный, резко континентальный, характеризуется высокими температурами летом и низкими — зимой, малым количеством осадков, а также большими годовыми и летними суточными амплитудами температуры воздуха.

## Население
| 2002 | 2010 |
| ---- | ---- |
| 96   | ↗98  |

Национальный и гендерный состав
По данным Всероссийской переписи, в 2010 году численность населения посёлка составляла 98 человек (43 мужчины и 55 женщин).
Согласно результатам переписи 2002 года, в национальной структуре населения казахи составляли 99 % из 95 жителей.
| Национальность | Численность (2010) | Процент |
| -------------- | ------------------ | ------- |
| Казахи         | 98                 | 100%    |
| Всего          | 98                 | 100%    |

## Улицы
Уличная сеть посёлка состоит из 2 улиц (ул. Дорожная и ул. Лесная).